# Comarca de Tierra de Lemos
La Tierra de Lemos (en gallego y oficialmente, Terra de Lemos) es una comarca española situada en el sur de la provincia de Lugo, en la comunidad autónoma de Galicia. Su capital es Monforte de Lemos.

## Geografía
Está situada en el sur de la provincia de Lugo, ocupando el valle de Lemos, la depresión tectónica del río Cabe y sus afluentes. La comarca limita al norte con la comarca de Sarria. Al oeste limita con la comarca de Chantada, de la que está separada por el río Miño. Al este limita con la comarca de Quiroga, a través de la sierra del Caurel y del río Lor. El límite por el sur lo marca el curso del río Sil, que la separa de las comarcas de Orense y Tierra de Caldelas, ambas pertenecientes a la provincia de Orense.

## Municipios
La comarca se compone de seis municipios: Bóveda, Monforte de Lemos, Pantón, Puebla del Brollón, Saviñao y Sober.
| Municipio                               | Extensión (km²) | Población 2019 (hab.) | Densidad (hab./km²) |
| --------------------------------------- | --------------- | --------------------- | ------------------- |
| Bóveda                                  | 91,11           | 1.481                 | 16,76               |
| Monforte de Lemos                       | 199,52          | 18.433                | 94,14               |
| Pantón                                  | 143,24          | 2.542                 | 17,91               |
| Puebla del Brollón (A Pobra do Brollón) | 176,71          | 1.648                 | 9,67                |
| Saviñao (O Saviñao)                     | 196,55          | 3.735                 | 19,50               |
| Sober                                   | 133,35          | 2.312                 | 17,53               |
|                                         | 940,48          | 30.151                | 32,06               |